# Irlandia na Letnich Igrzyskach Paraolimpijskich 1972
Irlandia na Letnich Igrzyskach Paraolimpijskich 1972 w Heidelbergu reprezentowało 17 zawodników, 8 mężczyzn i 9 kobiet. Reprezentacja Irlandii zdobyła 8 medali: 2 złote, 4 srebrne i 2 brązowe. Zajęli 21. miejsce w klasyfikacji medalowej.